# Capsicum

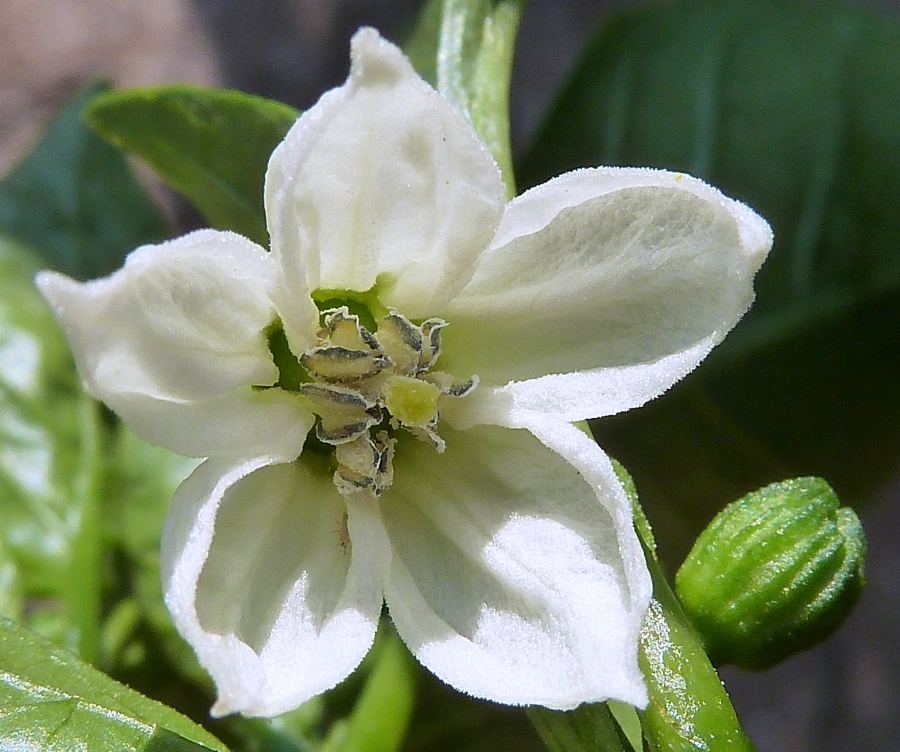
Flor pentalobulada de Capsicum annuum cv. 'italiano'.

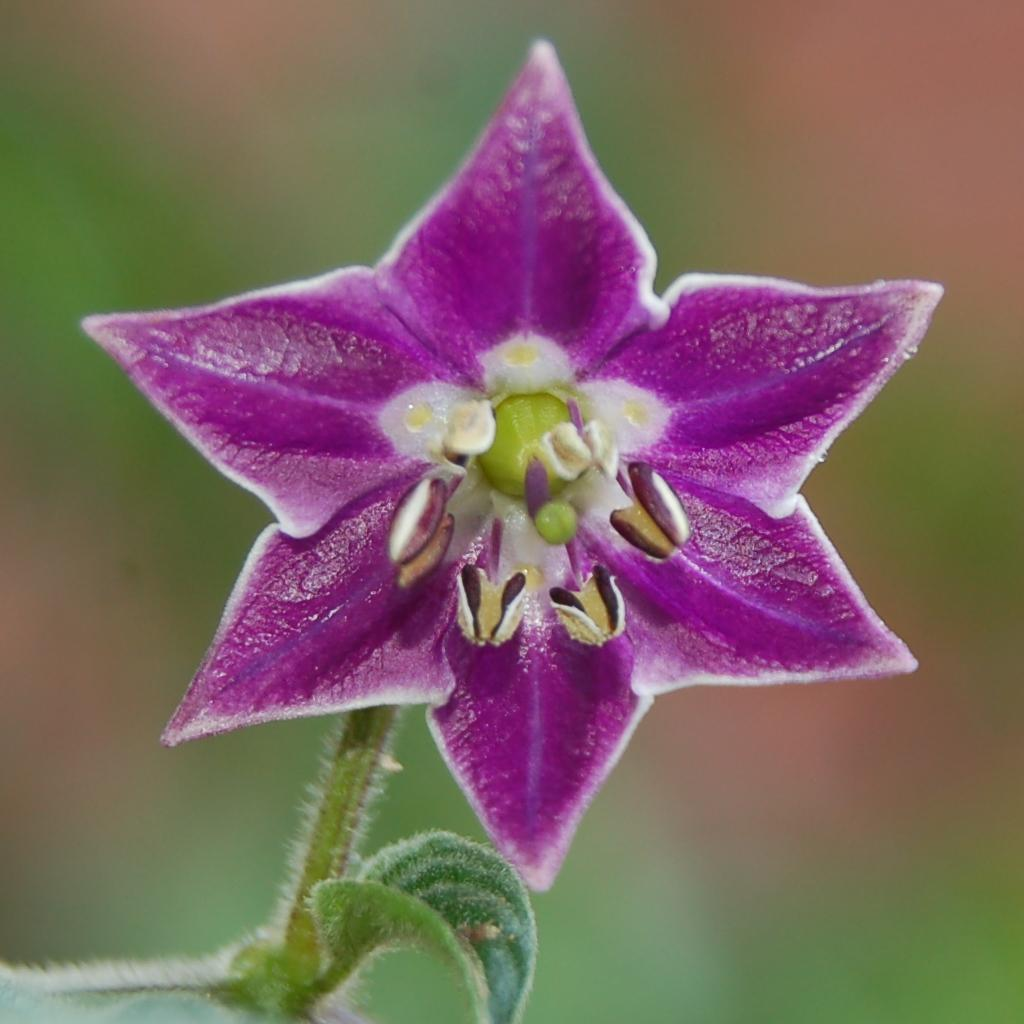
Flor violeta de Capsicum pubescens

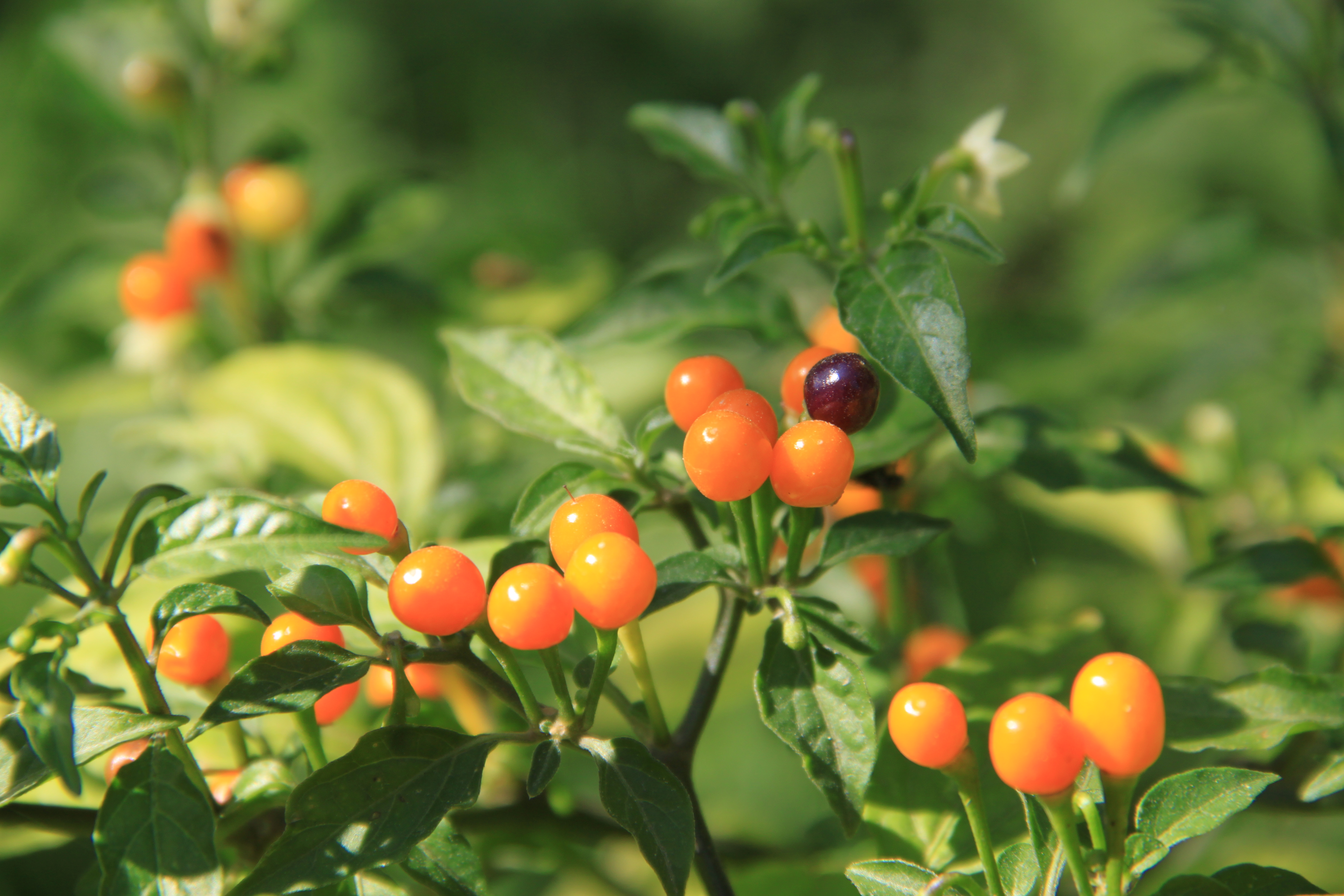
Frutos erectos de Capsicum schottianum

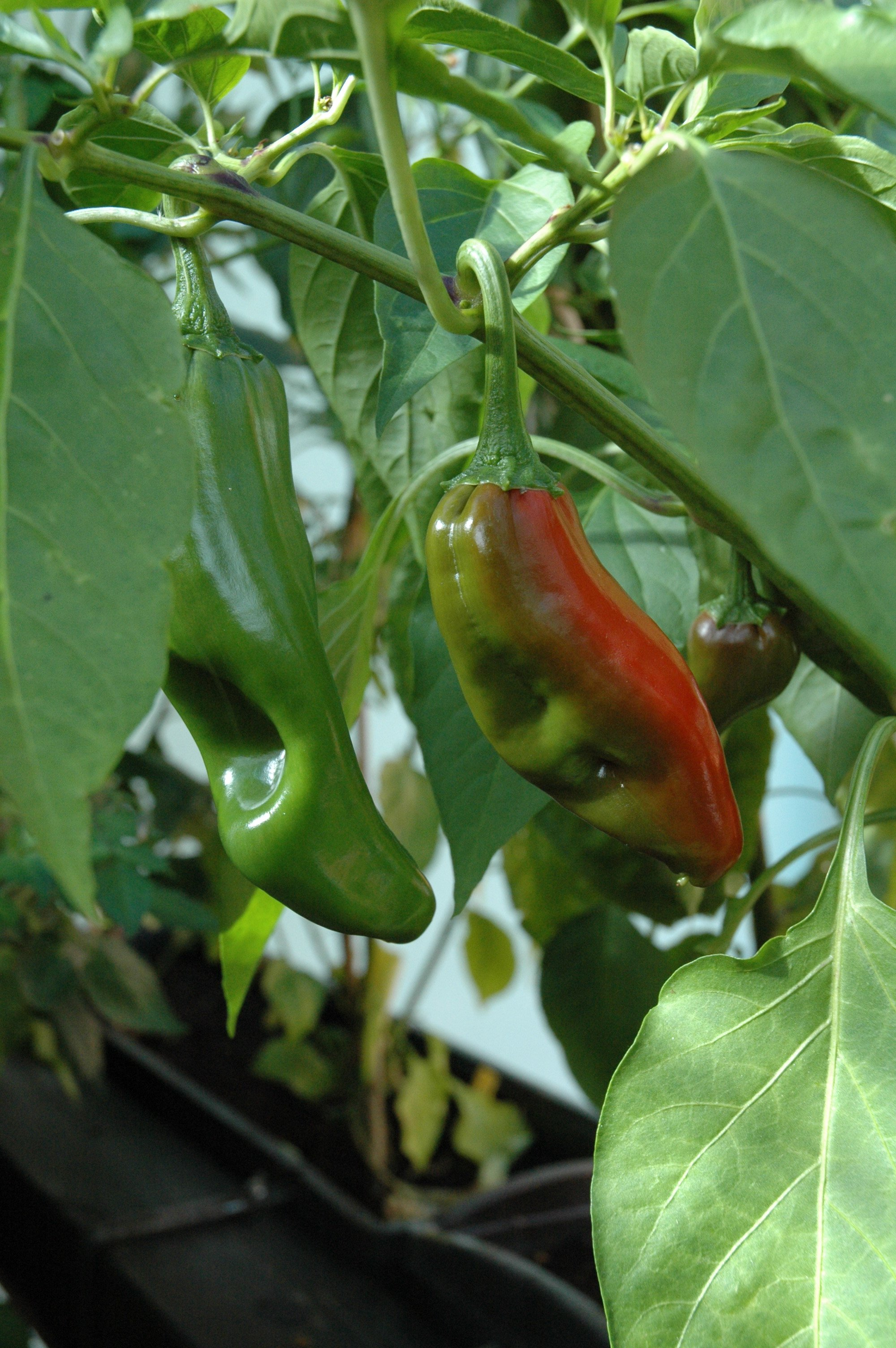
Frutos péndulos de Capsicum annuum cv. 'big jim fruits'.

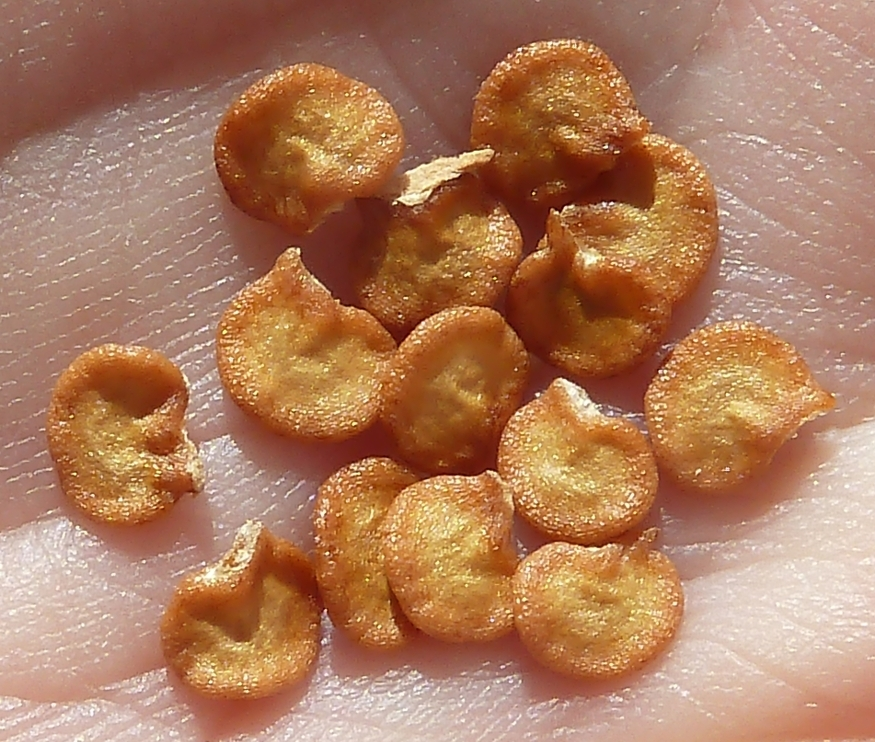
Simientes sueltas de Capsicum annuum cv. 'ñora'.

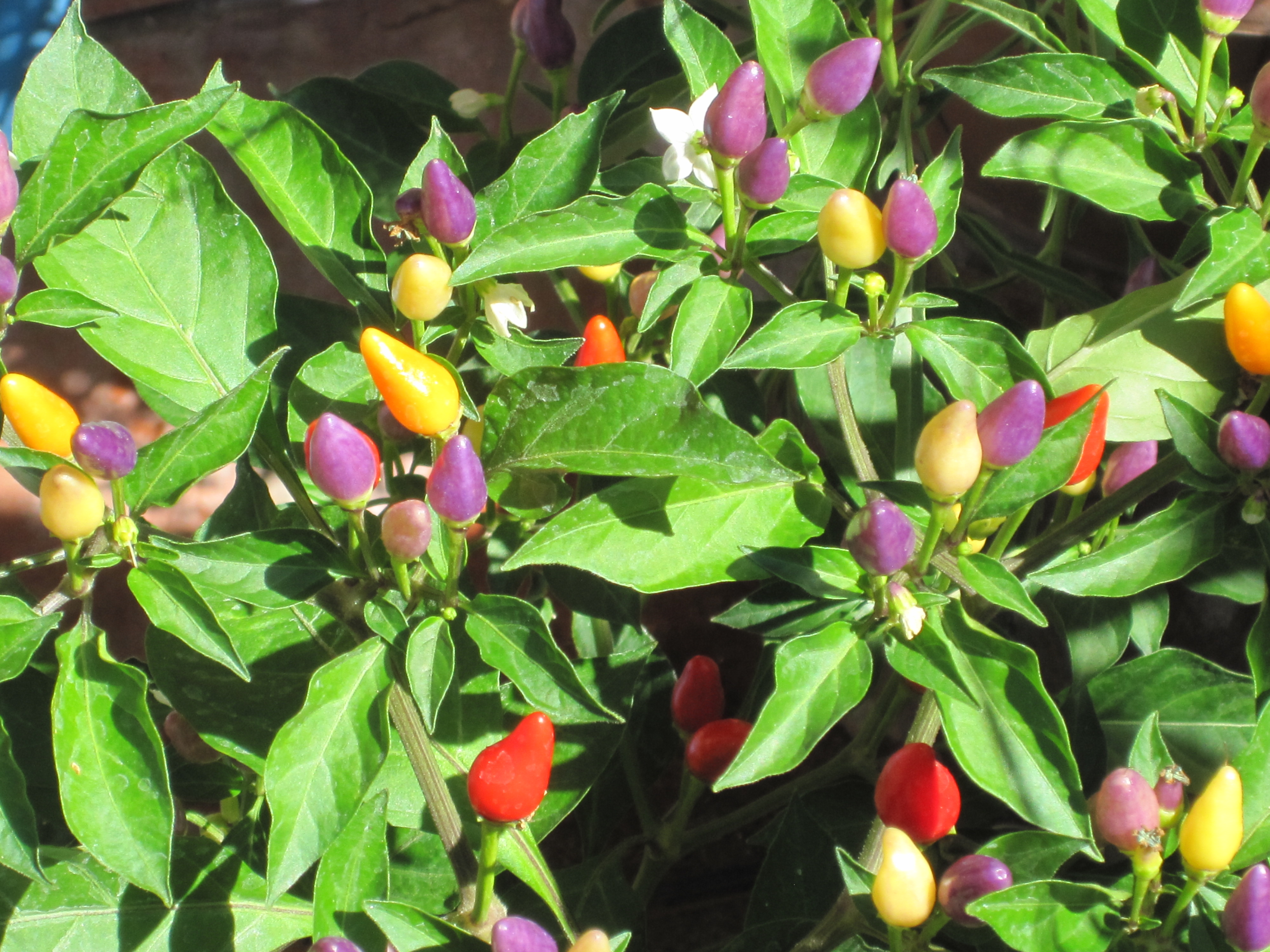
Planta de Capsicum en florero

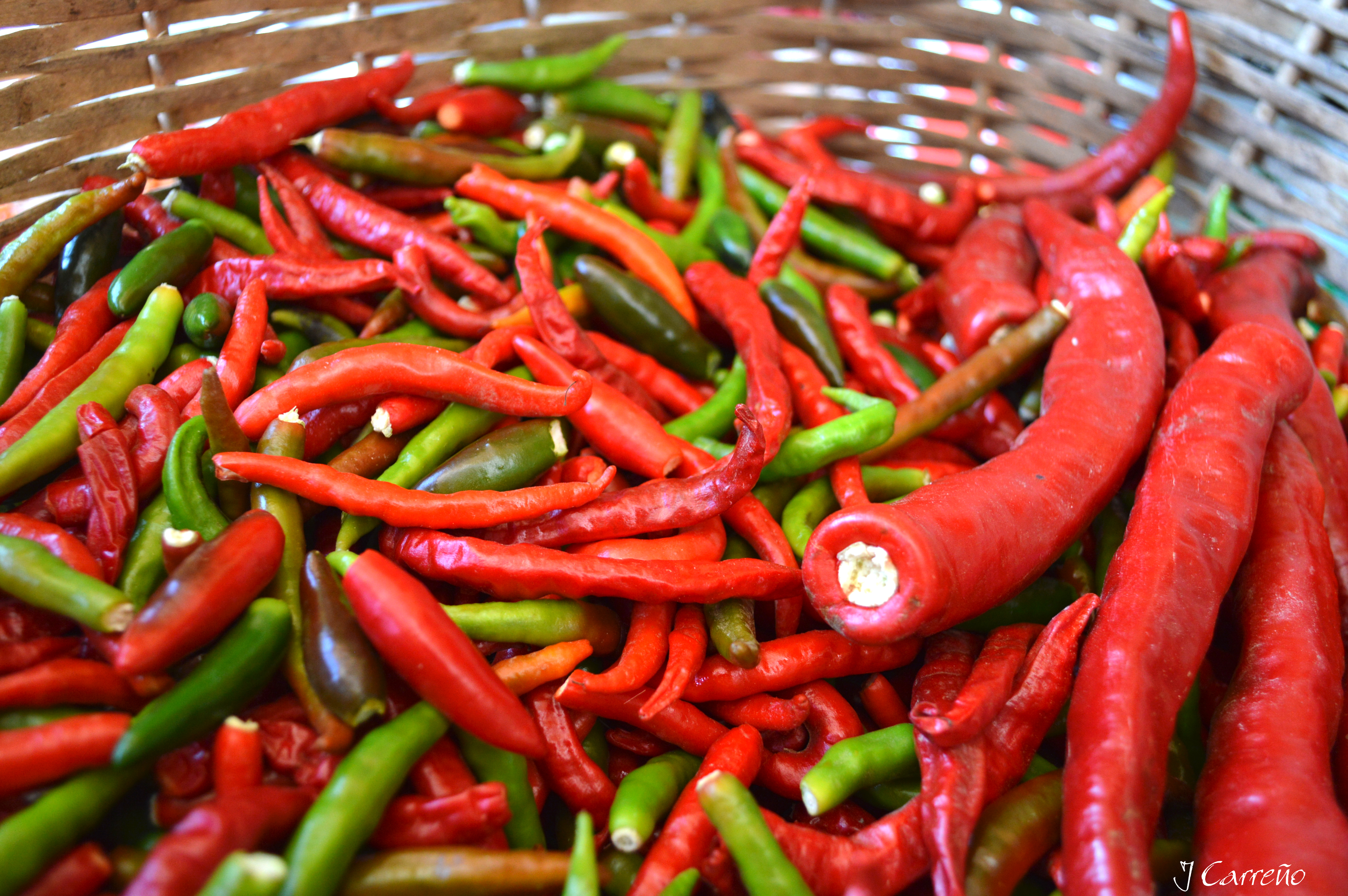
Diferentes especies de Capsicum

Capsicum es un género de plantas angiospermas, nativo de las regiones tropicales y subtropicales de América y que pertenecen a la familia de las solanáceas. Comprende cuarenta especies aceptadas, de las casi 200 descritas, herbáceas o arbustivas, generalmente anuales, aunque las especies cultivadas (prácticamente en el mundo entero) se han convertido en perennes en condiciones favorables.
Los frutos reciben distintos nombres dependiendo de si están inmaduros, maduros o deshidratados, de unas cuantas especies del género, según su forma, su color, su sabor, sus usos o su procedencia. 

## Descripción
Son plantas arbustivas, anuales o perennes que pueden alcanzar 4 m de altura, aunque la mayoría no llega a los 2 m. Tienen tallos ramificados glabros o con pubescencia rala. Las hojas, de 4-12 cm de largo, son solitarias u opuestas, pecioladas y con los limbos simples enteros o sinuados. Las flores actinomorfas y hermafroditas, o las inflorescencias, axilares y sin pedúnculos, nacen en los nudos de las hojas con el tallo. Son erectas o péndulas. Tienen normalmente 5 sépalos en un cáliz persistente acampanado y denticulado, ocasionalmente acrescente en el fruto, y habitualmente 5 (y desde 4 hasta muchos en cultivares) pétalos de color blanco, amarillo, azul, violeta más o menos intenso, moteado de verde o francamente bicolor. Los estambres, soldados a la corola, tienen las anteras amarillas o purpúreas, de forma ovoide y dehiscente longitudinalmente. Su ovario es súpero, bi o tri-carpelar incluso más, con numerosos óvulos, y el estilo es fino con un estigma pequeño y cabezudo. El fruto, erecto o péndulo, es una baya de tipo carnoso hueca, siempre verde, más o menos oscuro, cuando inmaduro y que se torna de color amarillo-anaranjado-rojo vivo - y hasta violeta - al madurar; sin embargo unas especies salvajes de Brasil no cambian de color al madurar, y se quedan verdes. Curiosamente, o quizás por esto, estas especies tienen 26 cromosomas en lugar del habitual 24 para las especies domesticadas. Tiene interiormente tabiques generalmente incompletos (concurriendo hacia el eje en la base del fruto) en los cuales se insertan las semillas, sobre todo en la zona axial, engrosada, de convergencia. Dichos frutos pueden tener hasta unos 15 cm de largo, y son de forma muy diversa, desde globulares hasta estrechamente cónicos. Las simientes, que pueden conservarse unos 3 años en condiciones favorables, son amarillentas y hasta negruzcas; tienen forma discoidal algo espiralada, de perfil muy aplanado, con finísimos sillones concéntricos crenulados y miden unos mm de diámetro. El embrión tiene forma de tubo enrollado.

### Frutos
El chile, ají o pimiento es el fruto de las plantas del género Capsicum, que incluye alrededor de 20-27 especies, de las cuales 5 son domesticadas, además de las variedades de cada una. La especie más cultivada es Capsicum annuum, conocida generalmente como chile morrón, pimiento morrón o ají morrón. Curiosamente, algunas variedades carecen de la sustancia que dota a muchas de un característico sabor picante.
Las variedades típicas utilizadas en gastronomía incluyen:
- Pimiento morrón
- Ajíes, chiles, guindillas o pimientos
- Pimiento de Padrón
- Pimiento del piquillo
- Pimiento choricero
- Pimiento amarillo
- Ñora

## Hábitat y distribución

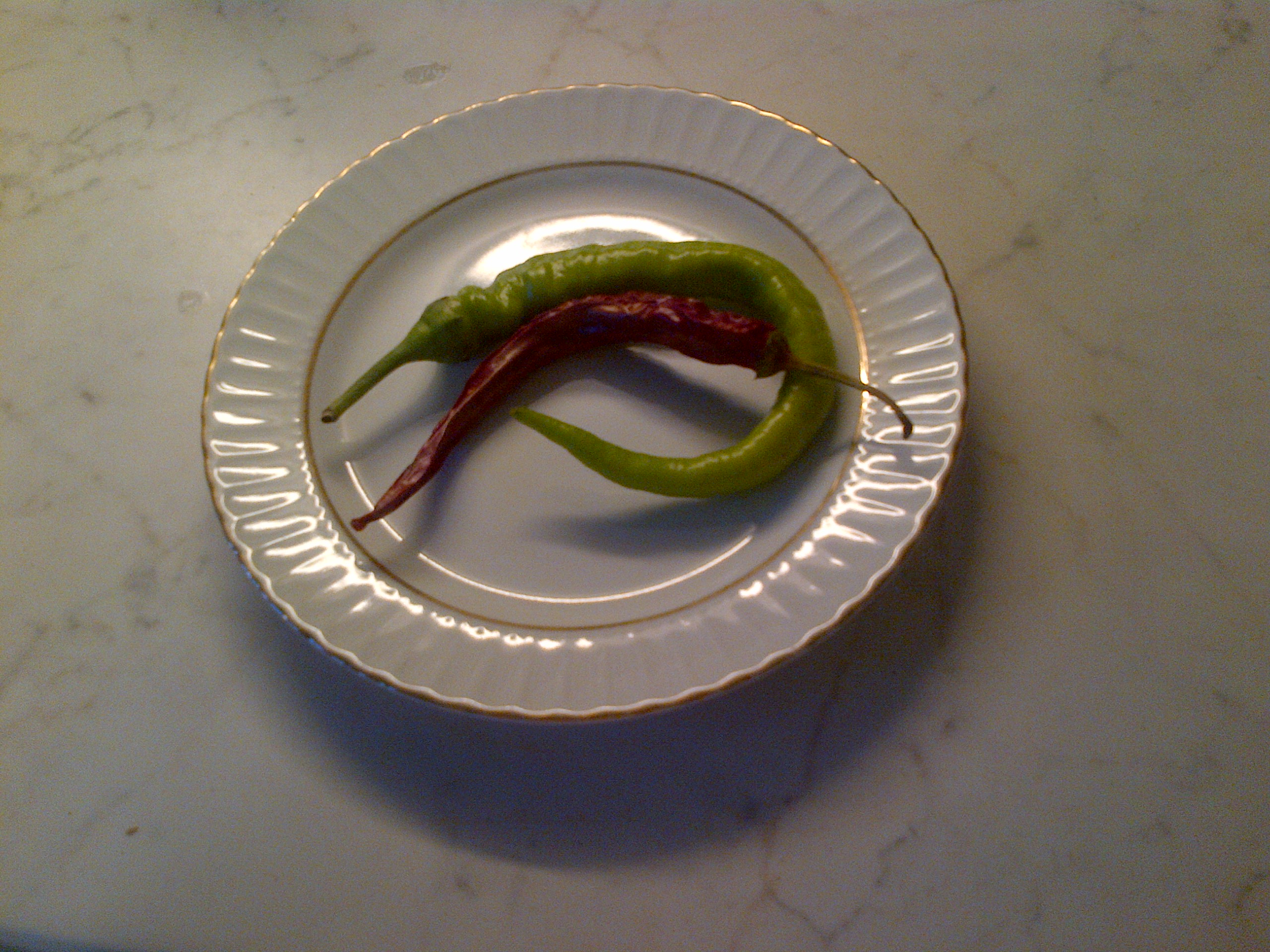
Un "sivri biber" rojo (seco) junto a un sivri biber verde (fresco). Son de las granjas turcas.

Se desarrollan en todo tipo de terrenos con preferencia por las zonas húmedas, bosques y sotobosque de los bosques de galería. El género crece desde el nivel del mar hasta los 2400 m s. n. m.
El género es originario de zonas tropicales y subtropicales de Norte, Centro y Sudamérica, pero con el cultivo de las especies comestibles se ha extendido por prácticamente el mundo entero, y su consumo bajo diversas formas es habitual y tradicional en muchos países.

## Historia
El género Capsicum se originó hace unos 18. 000 años, probablemente en el sur de Perú. En ello, coinciden diversos paleobotánicos, científicos que estudian las plantas que vivieron en el pasado.
Hacia el 10. 000 a. C. los primeros humanos llegaron a los Andes centrales. Se cree que consumían ají silvestre.
En el Perú, los restos arqueológicos más antiguos que comprueban su presencia se hallaron en la cueva Guitarrero, en la provincia de Yungay (Áncash). Estos se remontan a unos 8. 000 años antes de nuestra era. Pero no son los únicos Pachamachay (Junín).
8. 000 a. C. Se domestica el ají. Es una de las primeras plantas domesticadas en América del Sur.
Hay evidencias arqueológicas en México de que el género Capsicum fue cultivado hace más de 6. 000 años y que es uno de los primeros cultivos en América que se autopoliniza. Dicho cultivo se habría dado simultáneamente en diferentes lugares de Sudamérica y Centroamérica.
Fue Cristóbal Colón quien llevó el pimiento y sus simientes a España en su segundo viaje en 1493. De allí se extendió su cultivo por todo el mundo, empezando por Europa, y luego (en los tiempos en que España controlaba el comercio con Asia) a las Filipinas y desde allí a la India, China, Corea y Japón, donde fueron incorporados a las cocinas locales.
Una versión alternativa para la expansión del pimiento es que los portugueses lo obtuvieron de España, y los cultivaron en Goa (India), que era colonia de este país. Desde allí se extendió a través de Asia Central y Turquía, hasta Hungría, donde se convirtió en la especia nacional bajo la forma del pimentón.
En 1995, el arqueobotánico Hakon Hjelmqvist publicó un artículo en Svensk Botanisk Tidskrift afirmando que había evidencias de la presencia de ají en Europa en épocas anteriores a Colón. Según Hjelmqvist, en una excavación en San Botulfo en Lund (Suecia) se halló un fósil de Capsicum frutescens en un estrato, supuestamente, del siglo XIII. Hjelmqvist cree que procedía de Asia. El autor afirma que Capsicum fue descrito por Teofrasto (370-286 a. C.) en su De historia plantarum. Otra hipótesis sería que fue traído a Europa septentrional por los Vikingos, que podrían haber viajado a América antes que Colón, más precisamente en el año 985 en los viajes de Leif Eriksson y de sus sucesores. También, sobre el siglo I a. C., el poeta romano Marcial menciona un piperve crudum (libro XI, epigrama 18, verso 9), describiéndolo como largo y con semillas, una descripción que parece encajar, pero que también podría hacerlo con la pimienta larga (Piper longum), que era conocida en el Imperio romano.

## Especies cultivadas

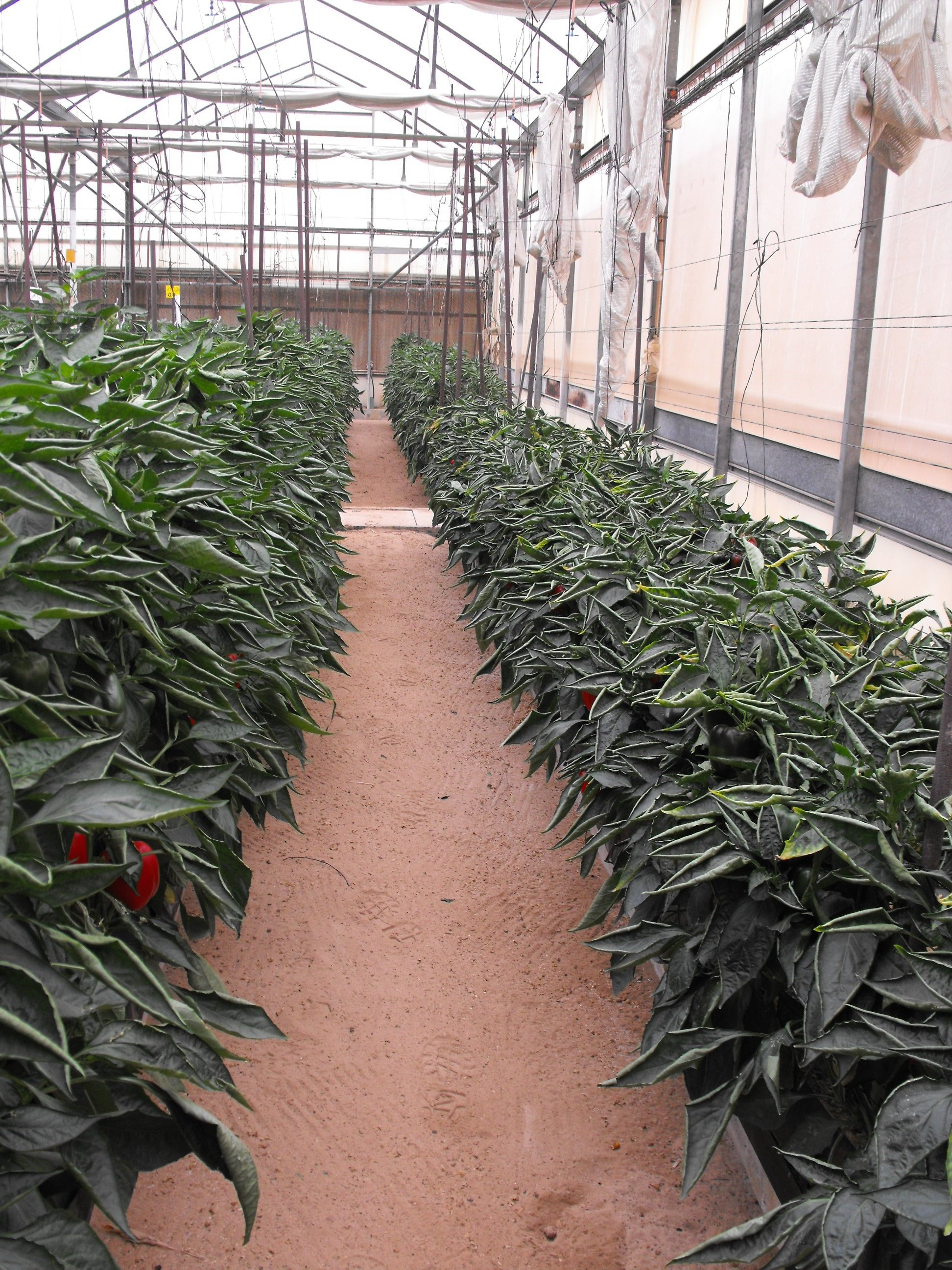
Invernadero de cultivo de Capsicum annuum en Israel

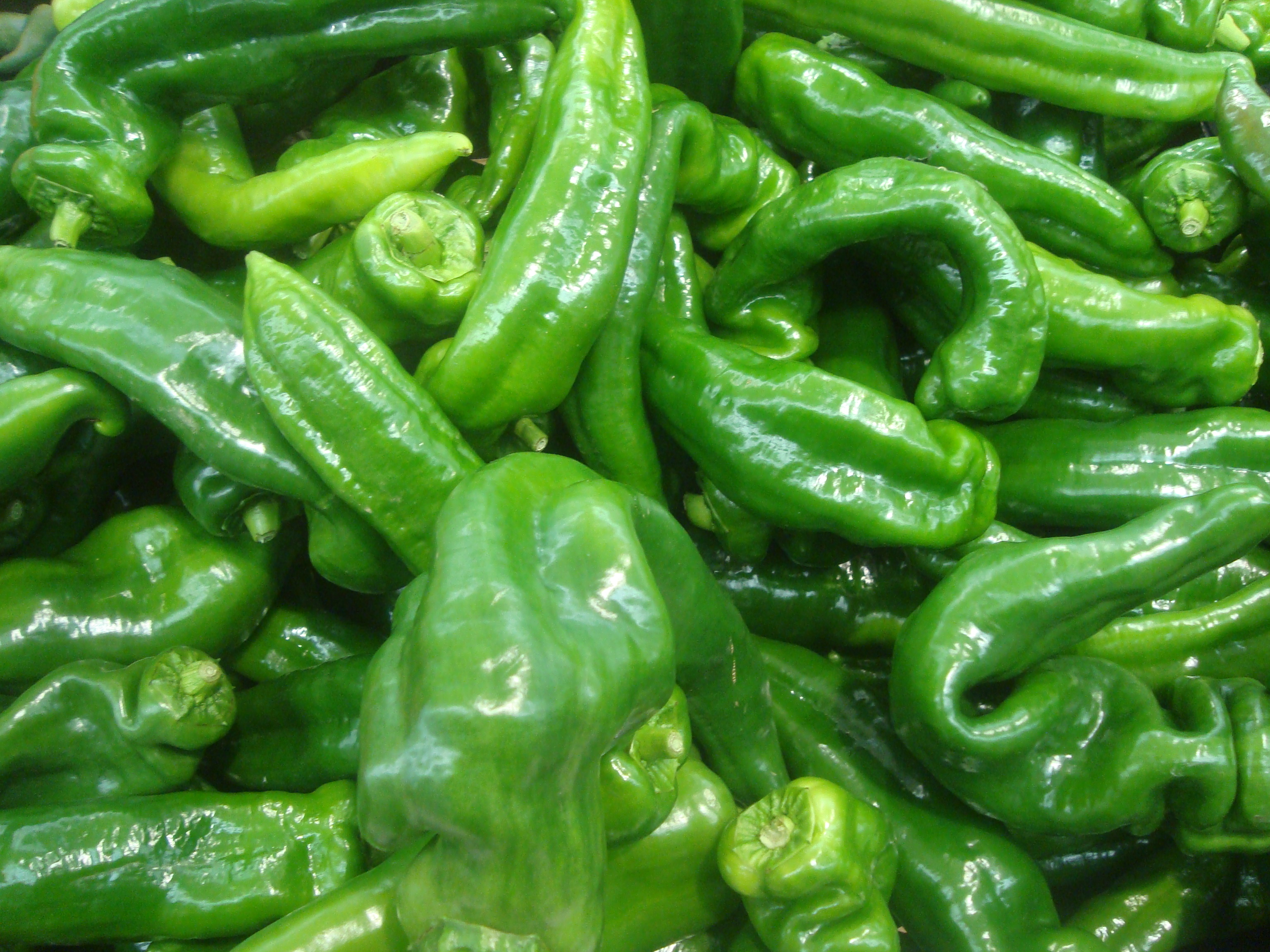
Pimientos verdes

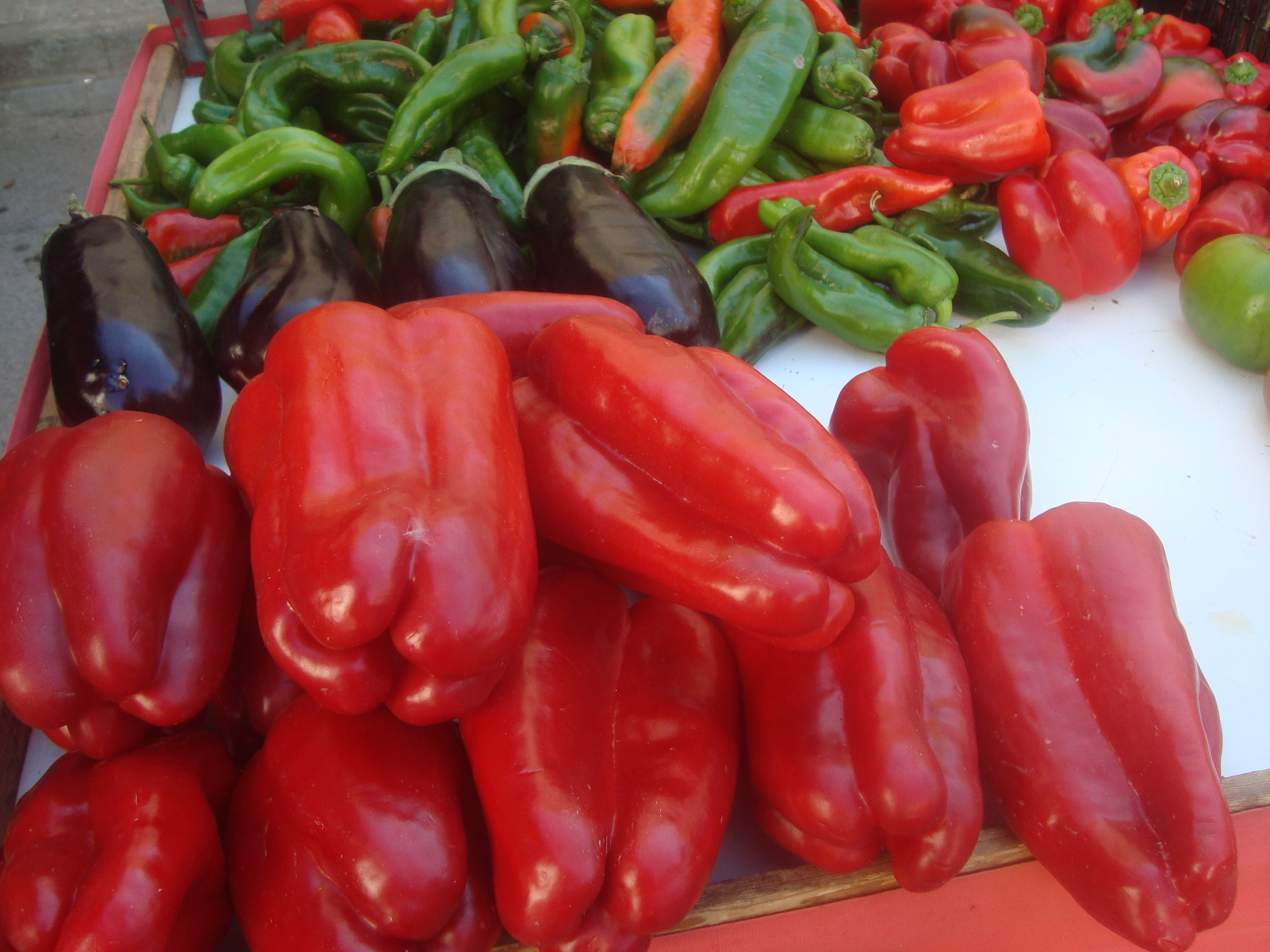
Pimientos rojos

Advertencia: El término «variedad» no se emplea aquí en su sentido botánico (vărĭĕtās, ātis), sino en su sentido de «variedad de cultivo», o sea cultivares.
De las especies aceptadas, solo cuatro han sido puestas en cultivo: C. annuum, C. baccatum, C. chinense, y C. pubescens.
Las especies cultivadas difieren de las silvestres debido al largo periodo de tiempo, a veces más de 6.000 años, de cuidadosa selección por el hombre. La frecuente hibridación entre las especies cultivadas dio lugar a múltiples variedades sumamente diferenciadas que suelen ser fértiles, pudiéndose sus descendientes hibridar de nuevo con otras especies.
Las variedades de frutos más grandes y dulces se consiguieron a principios del siglo XX, a partir de la selección humana de variedades ya cultivadas.

### Cultivo
Para el cultivo, es necesaria una temperatura ambiente media de 20 °C, sin demasiados cambios bruscos y con una tasa de humedad no demasiado alta. Requiere gran cantidad de luz, sobre todo durante el primer período de crecimiento después de la germinación. El suelo ideal es el que posee buen drenaje, con presencia de arena y materia orgánica. Estos requerimientos hacen que sean cultivados preferentemente en invernaderos, donde el manejo de las condiciones son más controlables. Las variedades dulces se cultivan principalmente en dichos invernaderos.
Algunas variedades han sido modificadas genéticamente, logrando una mayor resistencia a las plagas (por ejemplo interviniendo sobre genes antifúngicos como el gen J1 de Capsicum annuum que codifica para una defensina); o también mejorando y acelerando los procesos de nueva hibridación, o, por medio de la infección con Agrobacterium tumefaciens - que es un vehículo óptimo para operaciones de ingeniería genética, transferir genes foráneos que codifican la resistencia a insectos, hongos, ciertos tipos de virus o a la sequía.

## Usos

### América

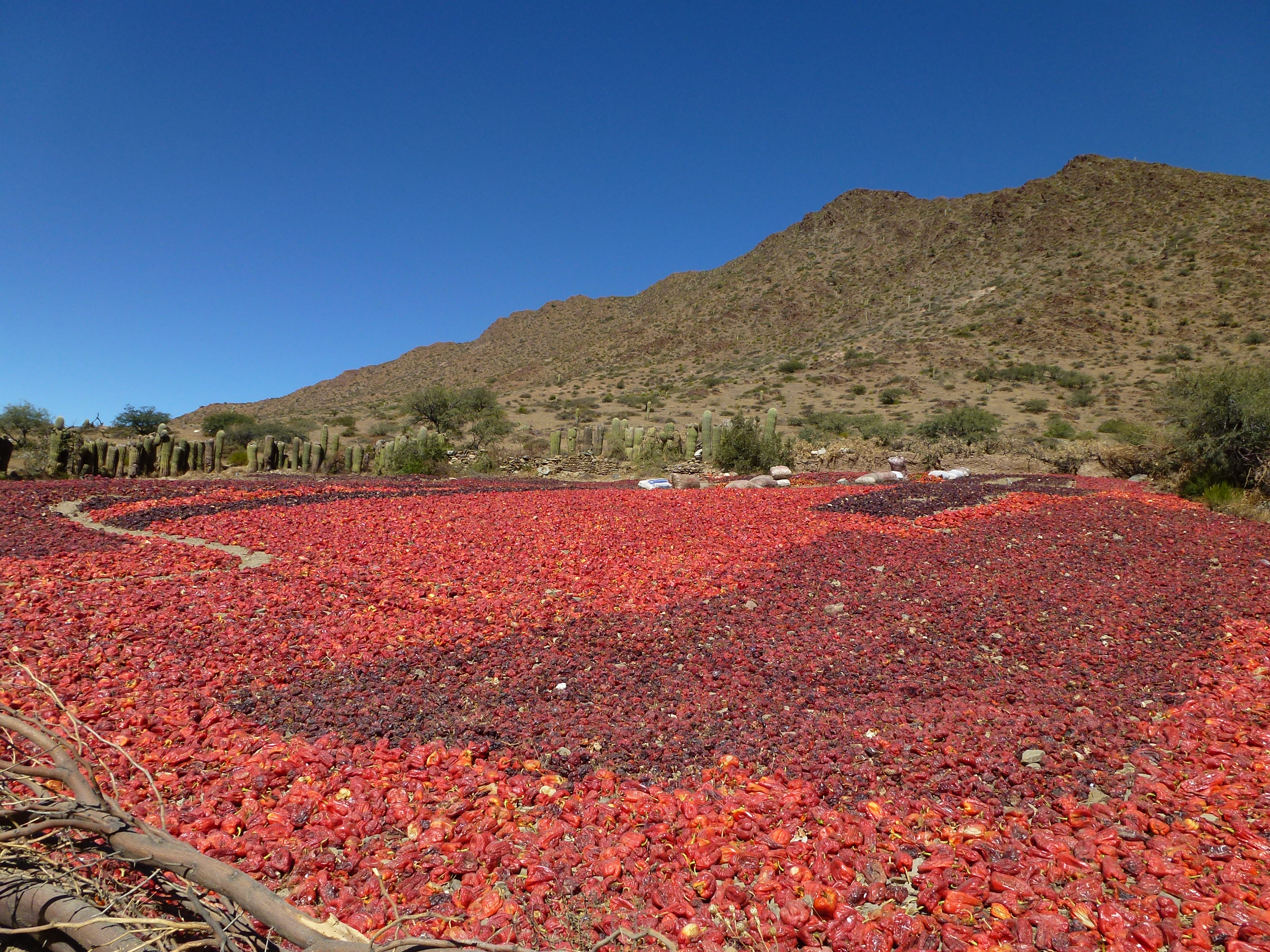
Pimientos rojos en Cachi, puestos a secar.

Los frutos son muy usados, desde tiempos inmemorables, en su región de origen como alimento, tanto frescos como secados, bajo diversas formas de preparación (crudos, cocidos, fritos, pulverizados cuando están secos, etc).

### Europa
En Europa, además de su tradicional uso culinario similar al de las Américas, la forma en polvo, el pimentón (que según la variedad puede ser dulce o picante), se procesa a nivel de oleorresina para usos industriales en la coloración de alimentos, cosméticos y productos farmacéuticos. A tales fines, su materia prima no solamente es producida en el continente europeo, sino también importada de otros países, principalmente del Perú.

### Otros países
Las hojas, que son un poco amargas pero menos picantes que el fruto, se emplean como brotes en la cocina filipina, donde se llaman dahon ng sili (literalmente ‘hojas de chile’). Se usan en la sopa de pollo llamada tinola.
En la cocina coreana, las hojas pueden usarse para preparar kimchi.
En la cocina japonesa, las hojas se preparan como brotes, y también se cocinan al estilo tsukudani para conservarlas.

## Composición química

Estructura de la capsaicina

La capsaicina, la (E)-N-(4-hidroxi-3-metoxibencil)-8-metil-6-nonenamida, es la sustancia irritante picante o acre que le da el sabor característico a los frutos de Capsicum. Solo existe en el género - pero no en todas las especies/cultivares, y es una defensa de la planta para protegerse de ser consumida por los mamíferos, pero las aves no están afectadas y así son susceptibles de esparcir las semillas.
Su cantidad cambia significativamente entre variedades (0,5-1 %), y se mide en unidades Scoville (SHU).
Se concentra principalmente en glándulas de los tabiques interiores interloculares de tejido placentario que dividen parcialmente el hueco de la fruta y que llevan las semillas y se producen sólo en las células epidérmicas de dichos tabiques en los frutos picantes. La formación de estas glándulas ocurre como resultado de la acumulación de capsaicinoides y su formación es controlada por un solo gen, el Pun1, gen ausente en las especies y cultivares no picantes, pero en las cuales existe el alelo recesivo Pun12.

#### Usos medicinales
La capsaicina, a bajas dosis, estimula el apetito y la secreción de jugos gástricos, aumentando así mismo la motilidad gástrica e intestinal. Por vía externa es rubefaciente y revulsivo, con efecto analgésico. Indicado para anorexia, dispepsias hiposecretoras, meteorismo. Uso externo: lumbalgias, faringitis, alopecia areata, inflamaciones osteoarticulares, neuralgias post-herpéticas y otras.
Contraindicado con gastritis, úlceras gastroduodenales. No aplicar sobre zonas de piel alteradas. En aplicación tópica, resulta muy irritante y puede causar dermatitis de contacto. Por vía interna puede resultar irritante de las mucosas. El uso alimentario continuado llega a producir fibrosis de la submucosa intestinal. En uso tópico se debe emplear con suma precaución, debido a la posibilidad de aparición de efectos secundarios: irritación de piel y mucosas, llegando a ser vesicante. Evitar el contacto con las mucosas tras su aplicación. Por vía interna, en dosis altas puede provocar vómitos, diarrea, gastritis e inflamación de las vías urinarias. En dosis excesivas puede producir hipotermia y síntomas similares a los del choque anafiláctico.
También es usada para la fabricación de ungüentos analgésicos a partir de residuos industriales de frutos sobre-madurados.

### Otros componentes
Aparte de la capsaicina, contiene otros compuestos picantes de naturaleza fenólica: dihidrocapsaicina, norhidrocapsaicina, homocapsaicina.
También:
- Carotenoides: capsantina, capsorrubina.
- Flavonoides: apiósido, luteína.
- Otros: Cobre, vitamina B1, vitamina B2, Vitamina C.[29]

## Taxonomía
El género fue descrito por Carlos Linneo y publicado en Species Plantarum 1: 188–189. 1753. La especie tipo es: Capsicum annuum L.
Etimología
El nombre deriva del vocablo latíno capsŭla, ae = ‘caja’, ‘cápsula’, ‘arconcito’, a través de la palabra griega kapsakes, con el mismo sentido, en alusión al fruto que es un envoltorio casi vacío. En realidad el fruto es una baya y no una cápsula en el sentido botánico del término.
Citología
Dentro del género se pueden distinguir dos grupos. El primero, con un número de cromosomas de 2n=24, y el otro con 2n=26. De las 40 especies aceptadas, el número de cromosomas de 34/35, o sea prácticamente todas, de ellas es conocido.
- Pertenecen al primer grupo: C. annuum, C. chinense, C. frutescens, C. glabriusculum, C. chacoense, C. galapagoensis, C. baccatum, C. pendulum, C. praetermissumm, C. tovari, C. eximium, (C. cardenasii), C. tomentosum, C. pubescens, C. caballeroi, C. ceratocalyx, C. dimorphum, C. flexuosum, C. geminifolium, C. hookerianum, C. parviflorum, C. scolnikianum. Todas estas especies pertenecen a los Capsicum domesticados por el hombre. Tienen en común: flores más o menos erectas, simientes de color claro, frutos maduros rojos y generalmente acres.
- Dentro del secundo grupo entran: C. buforum, C. campylopodium, C. comutum, C. dusenii, C. friburgense, C. hunzikerianum, C. lanceolatum, C. mirabile, C. pereirae, C. recurvatum, C. rhomboideum, C. schottianum, C. villosum. Este secundo conjunto agrupa especies salvajes, esencialmente del Sureste atlántico de Brasil y ninguna ha sido domesticada. Caracteres típicos de este grupo son: flores francamente péndulas, simientes oscuras-negruzcas, frutos maduros verdes o verde-amarillentos y hasta anaranjados o pardos, pero muy raramente francamente rojos, y relativamente no acres o incluso insípidos.[2]

## Especies aceptadas
| - Capsicum annuum L. - Capsicum baccatum L. - Capsicum buforum Hunz. - Capsicum caballeroi M.Nee - Capsicum campylopodium Sendtn. - Capsicum cardenasii Heiser & P.G.Sm. - Capsicum ceratocalyx M.Nee - Capsicum chacoense Hunz. - Capsicum chinense Jacq. - Capsicum coccineum (Rusby) Hunz. - Capsicum cornutum (Hiern) Hunz. - Capsicum dimorphum (Miers) Kuntze - Capsicum dusenii Bitter - Capsicum eximium Hunz. - Capsicum flexuosum Sendtn. - Capsicum friburgense Bianch. & Barboza - Capsicum galapagoensis Hunz. (galapagoense orth. var.) - Capsicum geminifolium (Dammer) Hunz. - Capsicum havanense Kunth - Capsicum hookerianum (Miers) Kuntze | - Capsicum hunzikerianum Barboza & Bianch. - Capsicum lanceolatum (Greenm.) C.V.Morton & Standl. - Capsicum leptopodum (Dunal) Kuntze - Capsicum lycianthoides Bitter - Capsicum minutiflorum (Rusby) Hunz. - Capsicum mirabile Sendtn. - Capsicum mositicum Toledo ex Handro - Capsicum parvifolium Sendtn. - Capsicum pereirae Barboza & Bianch. - Capsicum pubescens Ruiz & Pav. - Capsicum ramosissimum Witasek - Capsicum recurvatum Witasek - Capsicum rhomboideum (Dunal) Kuntze - Capsicum schottianum Sendtn. - Capsicum scolnikianum Hunz. - Capsicum sinense Jacq. - Capsicum spina-alba (Dunal) Kuntze - Capsicum stramoniifolium (Kunth) Standl. - Capsicum tovarii Eshbaugh, P.G.Sm. & Nickrent - Capsicum villosum Sendtn. |

También están aceptados 3 taxones infraespecíficos:
- Capsicum annuum var. glabriusculum (Dunal) Heiser & Pickersgill
- Capsicum baccatum var. pendulum (Willd.) Eshbaugh
- Capsicum baccatum var. praetermissum (Heiser & P.G.Sm.) Hunz.[1]